# 23865 Karlsorensen
23865 Karlsorensen là một tiểu hành tinh vành đai chính với chu kỳ quỹ đạo là 1598.1313228 ngày (4.38 năm).
Nó được phát hiện ngày 14 tháng 9 năm 1998.